# Canton de Tiercé
Le canton de Tiercé est une circonscription électorale française située dans le département de Maine-et-Loire et la région Pays de la Loire.
Au redécoupage cantonal de 2014, le canton qui comptait huit communes en compte dès lors trente-quatre.

## Histoire
Constitué en 1790, le canton est formé des communes de Briollay, Soucelles et Tiercé, augmenté en 1791 de Montreuil-sur-Loir. En 1801 il est complété des communes de Cheffes, Écuillé, Feneu et Soulaire-et-Bourg.
Initialement fixé à Tiercé, son chef-lieu est déplacé à Briollay en 1801 (loi du 8 pluviôse an IX), puis remis à Tiercé en 1875 (loi du 3 février 1875).
À sa création le canton est rattaché au district de Châteauneuf, puis en 1800 à l'arrondissement de Segré et en 1819 à l'arrondissement d'Angers.
Avant la réforme territoriale de 2013, le canton comptait huit communes que sont Briollay, Cheffes, Écuillé, Feneu, Montreuil-sur-Loir, Soucelles, Soulaire-et-Bourg et Tiercé.
Le nouveau découpage territorial pour le département de Maine-et-Loire est défini par le décret du 26 février 2014. La composition du canton est alors remodelée, avec une entrée en vigueur au renouvellement des assemblées départementales de mars 2015. Il comprend dès lors les communes suivantes : Andigné, Baracé, Brain-sur-Longuenée, Brissarthe, Chambellay, Champigné, Champteussé-sur-Baconne, Châteauneuf-sur-Sarthe, Cheffes, Chemiré-sur-Sarthe, Chenillé-Changé, Cherré, Contigné, Daumeray, Durtal, Étriché, Gené, Grez-Neuville, La Jaille-Yvon, Juvardeil, Le Lion-d'Angers, Marigné, Miré, Montigné-lès-Rairies, Montreuil-sur-Maine, Morannes, Pruillé, Querré, Les Rairies, Sceaux-d'Anjou, Sœurdres, Thorigné-d'Anjou, Tiercé (bureau centralisateur), Vern-d'Anjou. Neuf communes appartiennent à l'arrondissement d'Angers, et vingt-cinq à l'arrondissement de Segré.

## Géographie
Ce canton est organisé autour de Tiercé dans l'arrondissement d'Angers. Sa superficie est de plus de 152 km2 (15 267 hectares), et son altitude varie de 12 mètres (Feneu) à 73 mètres (Tiercé), pour une altitude moyenne de 36 mètres. Il compte 14 986 habitants en 2009.

## Représentation

### Conseillers d'arrondissement (de 1833 à 1940)
| Période                                  | Période | Identité                        | Étiquette               | Qualité |
| ---------------------------------------- | ------- | ------------------------------- | ----------------------- | --- |
| 1833                                     | 1839    | Alexandre Lemasson              |                         | Maire de Cantenay-Épinard                                                                                   |
| 1839                                     | 1848    | Jean Yves Bachelier (1791-1875) |                         | Propriétaire à Briollay                                                                                     |
|                                          |         |                                 |                         | |
| 1919                                     | 1925    | Louis Batereau (1860-1929)      |                         | Ingénieur, maire de Feneu, Président du Conseil d'arrondissement                                            |
| 1925                                     | 1937    | Louis Joubert                   | Radical                 | Fabricant de crayons à Cheffes                                                                              |
| 1937                                     | 1940    | Arthur Bachelot                 | Républicain indépendant | Maire de Tiercé                                                                                             |
| 1940                                     |         |                                 |                         | Les conseils d'arrondissement ont été suspendus par la loi du 12 octobre 1940 et n'ont jamais été réactivés |
| Les données manquantes sont à compléter. |         |                                 |                         | |

### Conseillers généraux de 1833 à 2015
Le canton de Tiercé est la circonscription électorale servant à l'élection des conseillers généraux, membres du conseil général de Maine-et-Loire.
| Période         | Période          | Identité                          | Étiquette       | Qualité |
| --------------- | ---------------- | --------------------------------- | --------------- | --- |
| 1833            | 1848             | Urbain Pilastre de la Barardière  |                 | Propriétaire, maire de Cheffes                                                                               |
| 1848            | 1870             | François Berger-Lointier          |                 | Avocat à Angers, maire de Briollay                                                                           |
| 1870            | 1897 (décès)     | Désiré Richou                     | Droite          | Banquier |
| 1898            | 1912 (décès)     | Désiré Richou (fils du précédent) | Conservateur    | Banquier, maire de Tiercé                                                                                    |
| 1912            | 1925 (décès)     | René Chollet                      |                 | Propriétaire du château de Soudon à Cheffes                                                                  |
| 1925            | 1940             | André Cointreau                   | RG              | Industriel à Angers Député (1932-1942), conseiller municipal de Feneu Nommé conseiller départemental en 1943 |
|                 |                  |                                   |                 | |
| 1945            | 1954 (démission) | Arthur Bachelot                   | RI              | Maire de Tiercé (1944-1946), ancien conseiller d'arrondissement                                              |
| 17 octobre 1954 | 1963 (décès)     | André Cointreau                   | Modéré          | Ancien Député, Feneu                                                                                         |
| 23 juin 1963    | 1989 (décès)     | René Goujon (1921-1989)           | CD puis UDF-CDS | Maire de Cheffes                                                                                             |
| 1989            | 1994             | Jean-Yves Justeau                 | DVD             | Chef d'entreprises, maire de Soulaire-et-Bourg                                                               |
| 1994            | 2001             | Bernard Guyard (1931-2004)        | DVD             | Adjoint au maire de Tiercé                                                                                   |
| 2001            | mars 2015        | André Marchand                    | DVG puis PRG    | Retraité de l'enseignement Maire de Briollay (2008-2020) Elu en 2015 dans le Canton d'Angers-5               |

#### Résultats électoraux détaillés
- Élections cantonales de 2001 : André Marchand (Divers gauche) est élu au 2e tour avec 60,29 % des suffrages exprimés, devant Michèle Grolleau (UDF) (39,71 %). Le taux de participation est de 61,11 % (5 601 votants sur 9 166 inscrits)[12].
- Élections cantonales de 2008 : André Marchand (PRG) est élu au 1er tour avec 64,13 % des suffrages exprimés, devant Philippe  Le Gall (UMP) (29,95 %) et Fabrice  Maisonnave  (PCF) (5,92 %). Le taux de participation est de 69,16 % (7 455 votants sur 10 780 inscrits)[13].

### Conseillers départementaux à partir de 2015
À partir du renouvellement des assemblées départementales de 2015, le canton devient la circonscription électorale servant à l'élection des conseillers départementaux, membres du conseil départemental de Maine-et-Loire.
| Période élective | Période élective | Mandat | Mandat   | Identité            | Nuance | Nuance | Qualité |
| ---------------- | ---------------- | ------ | -------- | ------------------- | ------ | ------ | --- |
| 2015             | 2021             | 2015   | en cours | Régine Brichet      |        | DVD    | Formatrice retraitée Maire d'Étriché (2008-2020), Vice-présidente du conseil départemental chargée de l'éducation, de la culture et de la citoyenneté |
| 2015             | 2021             | 2015   | en cours | Nooruddine Muhammad |        | DVD    | Avocat en droit rural Premier adjoint au maire du Lion-d'Angers                                                                                       |
| 2021             | 2028             | 2021   | en cours | Régine Brichet      |        | DVD    | Conseillère sortante |
| 2021             | 2028             | 2021   | en cours | Nooruddine Muhammad |        | DVD    | Conseiller sortant |

### Résultats détaillés

#### Élections de mars 2015
À l'issue du 1er tour des élections départementales de 2015, deux binômes sont en ballottage : Régine Brichet et Nooruddine Muhammad (Union de la Droite, 34,18 %) et Barbara Mazières et Stéphane Robic (FN, 25,34 %). Le taux de participation est de 48,76 % (13 696 votants sur 28 090 inscrits) contre 49,68 % au niveau départemental et 50,17 % au niveau national.
Au second tour, Régine Brichet et Nooruddine Muhammad (Union de la Droite) sont élus avec 67,72 % des suffrages exprimés et un taux de participation de 49,49 % (8 350 voix pour 13 901 votants et 28 090 inscrits).

#### Élections de juin 2021
Le premier tour des élections départementales de 2021 est marqué par un très faible taux de participation (33,26 % au niveau national). Dans le canton de Tiercé, ce taux de participation est de 26,89 % (8 021 votants sur 29 826 inscrits) contre 29,36 % au niveau départemental. À l'issue de ce premier tour, deux binômes sont en ballottage : Régine Brichet et Nooruddine Muhammad (DVD, 76,03 %) et Dolorès Logeais et Éric Metayer (RN, 23,97 %).
Le second tour des élections est marqué une nouvelle fois par une abstention massive équivalente au premier tour. Les taux de participation sont de 34,36 % au niveau national, 30,37 % dans le département et 27,56 % dans le canton de Tiercé. Régine Brichet et Nooruddine Muhammad (DVD) sont élus avec 79,51 % des suffrages exprimés (5 668 voix pour 8 226 votants et 29 845 inscrits),,. 

## Composition

### Composition avant 2015

Carte du canton en 2014.

Le canton regroupait huit communes.
| Nom                | Code Insee | Codepostal | Superficie (km2) | Population (dernière pop. légale) | Densité (hab./km2) |
| ------------------ | ---------- | ---------- | ---------------- | --------------------------------- | ------------------ |
| Tiercé (chef-lieu) | 49347      | 49125      | 33,70            | 4 261 (2012)                      | 126                |
| Briollay           | 49048      | 49125      | 14,28            | 2 751 (2012)                      | 193                |
| Cheffes            | 49090      | 49125      | 17,35            | 943 (2012)                        | 54                 |
| Écuillé            | 49130      | 49460      | 12,55            | 617 (2012)                        | 49                 |
| Feneu              | 49135      | 49460      | 25,52            | 2 172 (2012)                      | 85                 |
| Montreuil-sur-Loir | 49216      | 49140      | 11,99            | 503 (2012)                        | 42                 |
| Soucelles          | 49337      | 49140      | 19,20            | 2 609 (2012)                      | 136                |
| Soulaire-et-Bourg  | 49339      | 49460      | 18,08            | 1 455 (2012)                      | 80                 |

### Composition depuis 2015
Lors du redécoupage de 2014, le canton de Tiercé regroupait trente-quatre communes.
Au 28 décembre 2015, la création de la commune nouvelle d'Erdre-en-Anjou, par regroupement des communes de Brain-sur-Longuenée, Gené, Vern-d'Anjou et La Pouëze (issue du canton de Chalonnes-sur-Loire), réduit le nombre de communes à 32.
Au 1er janvier 2016, les créations des communes nouvelles de Chenillé-Champteussé, via regroupement des communes de Chenillé-Changé et Champteussé-sur-Baconne, de Morannes-sur-Sarthe, via regroupement de Chemiré-sur-Sarthe et Morannes, et du Lion-d'Angers, via les fusions des communes du Lion-d'Angers et d'Andigné, réduisent le nombre de communes à 29.
Au 15 décembre 2016, la création de la commune nouvelle des Hauts-d'Anjou (via regroupement des communes de Brissarthe, Champigné, Cherré, Contigné, Marigné, Querré et Sœurdres) réduit le nombre de communes à 23.
Au 1er janvier 2017, la création de la commune nouvelle de Morannes sur Sarthe-Daumeray, via fusion des communes de  Morannes-sur-Sarthe et Daumeray, réduit le nombre de communes à 22.
Au 1er janvier 2019, l'extension du périmètre de la commune nouvelle des Hauts-d'Anjou à la commune de Châteauneuf-sur-Sarthe, réduit le nombre de communes du canton à 21 communes entières et une fraction.
| Nom                            | Code Insee | Intercommunalité             | Superficie (km2) | Population (dernière pop. légale)              | Densité (hab./km2) | Modifier                                    |
| ------------------------------ | ---------- | ---------------------------- | ---------------- | ---------------------------------------------- | ------------------ | ------------------------------------------- |
| Tiercé (bureau centralisateur) | 49347      | CC Anjou Loir et Sarthe      | 33,70            | 4 498 (2022)                                   | 133                | modifier les données · modifier les données |
| Baracé                         | 49017      | CC Anjou Loir et Sarthe      | 13,46            | 629 (2022)                                     | 47                 | modifier les données · modifier les données |
| Chambellay                     | 49064      | CC des Vallées du Haut-Anjou | 12,86            | 409 (2022)                                     | 32                 | modifier les données · modifier les données |
| Cheffes                        | 49090      | CC Anjou Loir et Sarthe      | 17,35            | 1 036 (2022)                                   | 60                 | modifier les données · modifier les données |
| Chenillé-Champteussé           | 49067      | CC des Vallées du Haut-Anjou | 16,78            | 341 (2022)                                     | 20                 | modifier les données · modifier les données |
| Durtal                         | 49127      | CC Anjou Loir et Sarthe      | 60,58            | 3 376 (2022)                                   | 56                 | modifier les données · modifier les données |
| Erdre-en-Anjou                 | 49367      | CC des Vallées du Haut-Anjou | 89,94            | Fraction : 3 775 (2022) Commune : 5 784 (2022) | 64                 | modifier les données · modifier les données |
| Étriché                        | 49132      | CC Anjou Loir et Sarthe      | 19,60            | 1 567 (2022)                                   | 80                 | modifier les données · modifier les données |
| Grez-Neuville                  | 49155      | CC des Vallées du Haut-Anjou | 26,90            | 1 437 (2022)                                   | 53                 | modifier les données · modifier les données |
| Les Hauts-d'Anjou              | 49080      | CC des Vallées du Haut-Anjou | 143,36           | 8 712 (2022)                                   | 61                 | modifier les données · modifier les données |
| La Jaille-Yvon                 | 49161      | CC des Vallées du Haut-Anjou | 12,55            | 343 (2022)                                     | 27                 | modifier les données · modifier les données |
| Juvardeil                      | 49170      | CC des Vallées du Haut-Anjou | 18,95            | 828 (2022)                                     | 44                 | modifier les données · modifier les données |
| Le Lion-d'Angers               | 49176      | CC des Vallées du Haut-Anjou | 47,74            | 5 343 (2022)                                   | 112                | modifier les données · modifier les données |
| Longuenée-en-Anjou             | 49200      | CU Angers Loire Métropole    | 53,50            | Fraction : 744 (2022) Commune : 6 453 (2022)   | 121                | modifier les données · modifier les données |
| Miré                           | 49205      | CC des Vallées du Haut-Anjou | 17,73            | 1 050 (2022)                                   | 59                 | modifier les données · modifier les données |
| Montigné-lès-Rairies           | 49209      | CC Anjou Loir et Sarthe      | 9,01             | 433 (2022)                                     | 48                 | modifier les données · modifier les données |
| Montreuil-sur-Maine            | 49217      | CC des Vallées du Haut-Anjou | 11,13            | 792 (2022)                                     | 71                 | modifier les données · modifier les données |
| Morannes sur Sarthe-Daumeray   | 49220      | CC Anjou Loir et Sarthe      | 87,88            | 3 694 (2022)                                   | 42                 | modifier les données · modifier les données |
| Les Rairies                    | 49257      | CC Anjou Loir et Sarthe      | 8,41             | 1 043 (2022)                                   | 124                | modifier les données · modifier les données |
| Sceaux-d'Anjou                 | 49330      | CC des Vallées du Haut-Anjou | 17,18            | 1 161 (2022)                                   | 68                 | modifier les données · modifier les données |
| Thorigné-d'Anjou               | 49344      | CC des Vallées du Haut-Anjou | 16,45            | 1 238 (2022)                                   | 75                 | modifier les données · modifier les données |
| Canton de Tiercé               | 4921       |                              |                  | 42 449 (2022)                                  |                    | modifier les données                        |

## Démographie

### Démographie avant 2015
| 1962  | 1968  | 1975  | 1982  | 1990   | 1999   | 2006   | 2011   | 2012   |
| ----- | ----- | ----- | ----- | ------ | ------ | ------ | ------ | ------ |
| 6 454 | 6 456 | 7 175 | 9 613 | 11 064 | 12 311 | 14 240 | 15 206 | 15 311 |

### Démographie depuis 2015
En 2022, le canton comptait 42 449 habitants, en évolution de +2,26 % par rapport à 2016 (Maine-et-Loire : +2,12 %, France hors Mayotte : +2,11 %).
| 2013   | 2018   | 2022   |
| ------ | ------ | ------ |
| 40 458 | 41 704 | 42 449 |